# Siphonotus flavimarginatus
Siphonotus flavimarginatus är en mångfotingart som beskrevs av Carl Graf Attems 1911. Siphonotus flavimarginatus ingår i släktet Siphonotus och familjen koppardubbelfotingar. Inga underarter finns listade i Catalogue of Life.